# Anja Schouten
A.M.C.G. (Anja) Schouten (Alkmaar, 1968) is een Nederlandse bestuurder. Zij is partijloos. Sinds 23 juni 2021 is zij burgemeester van Alkmaar.

## Carrière

### Begin loopbaan
Schouten ging naar het vwo op het Petrus Canisius College in Alkmaar en studeerde bedrijfskundige economie aan de Vrije Universiteit Amsterdam. Aan het begin van haar carrière heeft ze enkele jaren in de directe zorgverlening gewerkt, in 1990 vervulde zij echter al haar eerste managementrol bij Medisch Centrum Alkmaar. De jaren daarna was zij hoofd Bedrijfsvoering bij de Brandweer Alkmaar en de Regionale Brandweer en Hulpverleningsdienst Noord-Kennemerland, hoofd Organisatieondersteuning van de gemeente Heiloo en gemeentesecretaris van de gemeente Schermer.

### Loopbaan politie
In 2007 werkte Schouten voor het eerste bij de politie, ze was werkzaam bij het KLPD, de voorloper van de Landelijke Eenheid. Onder andere in de functies van directeur Strategie en Bedrijfsvoering en interim-directeur van de Dienst Nationale Recherche. Vier jaar later maakte zij opnieuw de overstap naar de zorg, op 1 november 2011 werd ze tot voorzitter Raad van Bestuur van Stichting Zorgbalans in Haarlem. Na een termijn van vier jaar keerde ze terug bij de politie. Op 1 november 2017 werd zij benoemd tot politiechef van de Regionale Politie Eenheid Noord-Holland. Na haar vertrek in 2021 is haar rol twee jaar waargenomen door plaatsvervanger Wim van de Vemde. Op 1 september 2023 werd Hamit Karakus benoemd tot hoofdcommissaris van eenheid Noord-Holland.

### Burgemeester van Alkmaar
Op 15 april 2021 werd Schouten door de gemeenteraad van Alkmaar voorgedragen als burgemeester van deze gemeente. Op 4 juni van dat jaar heeft de ministerraad op voordracht van de minister van Binnenlandse Zaken en Koninkrijksrelaties besloten haar voor te dragen voor benoeming bij koninklijk besluit en werd zij benoemd door de Koning der Nederlanden met ingang van 23 juni 2021. Op die dag vond tevens de installatie plaats en werd zij beëdigd door Arthur van Dijk, de commissaris van de Koning in Noord-Holland.

## Persoonlijk
Schouten is geboren en getogen in Alkmaar, heeft drie kinderen en was tot het burgemeesterschap woonachtig in Heerhugowaard.